# Olga Kern
Olga Kern, ros. Ольга Керн (ur. 23 kwietnia 1975 w Moskwie) – rosyjska pianistka wykonująca muzykę poważną.

## Życiorys
Pochodzi z rodziny spokrewnionej z kompozytorami Piotrem Czajkowskim i Siergiejem Rachmaninowem. Naukę gry na fortepianie rozpoczęła w wieku 5 lat pod kierunkiem Jewgienija Timiakina w moskiewskiej szkole muzycznej. W późniejszym okresie jej nauczycielami byli również Siergiej Dorieński oraz Borys Pietruszański. Ukończyła studia III stopnia w konserwatorium w Moskwie (ros. Московская Государственная Консерватория им. П.И.Чайковского), była stypendystką Prezydenta Rosji. 
Pierwszy międzynarodowy konkurs wygrała mając 11 lat. W swoim dorobku posiada kilkanaście pierwszych nagród zdobytych w międzynarodowej rywalizacji, w tym zwycięstwa w Międzynarodowym Konkursie Pianistycznym im. Siergieja Rachmaninowa (1992) oraz w Międzynarodowym Konkursie Pianistycznym im. Van Cliburna (2001, wspólnie ze Stanisławem Judeniczem).
Występowała w takich salach jak Carnegie Hall (Nowy Jork), Metropolitan Museum of Art (Nowy Jork), Spivey Hall (Atlanta), Symphony Hall (Osaka), La Scala (Mediolan), Salle Cortot (Paryż) oraz w Teatrze Wielkim w Moskwie, współpracowała m.in. z orkiestrami filharmonii w Moskwie, Warszawie, Belgradzie, Sankt Petersburgu i Turynie.

## Wybrana dyskografia
- Olga Kern: 11th Van Cliburn Int'l Piano Competition 1 (2001)
- Tchaikovsky: Piano Concerto No. 1 (2003)
- Rachmaninov: Transcriptions, Corelli Variations (2004)
- Rachmaninov: Sonata No. 2 (2005)
- Chopin: Piano Concerto No. 1 (2006)
- Brahms: Variations, Opp. 21, 24 & 35 (2007)